# Соляная тектоника
Соляная тектоника (галокинез, галотектоника) — разновидность складчатых образований осадочного слоя земной коры, обусловленная особыми свойствами соляных толщ: низкая плотность, относительно других осадочных горных пород и высокая, в условиях повышенных давлений и температур, пластичность.
Это тектонические процессы связанные с наличием значительных толщ содержащих каменную соль, в стратиграфической последовательности горных пород. Движения пластов соли связано как с их меньшей относительной плотностью, не увеличивающейся при глубоком захоронении, и с её малой прочностью и текучестью.
Крупные соляные структуры обнаружены более чем в 120 осадочных бассейнах по всему миру.

## Процессы

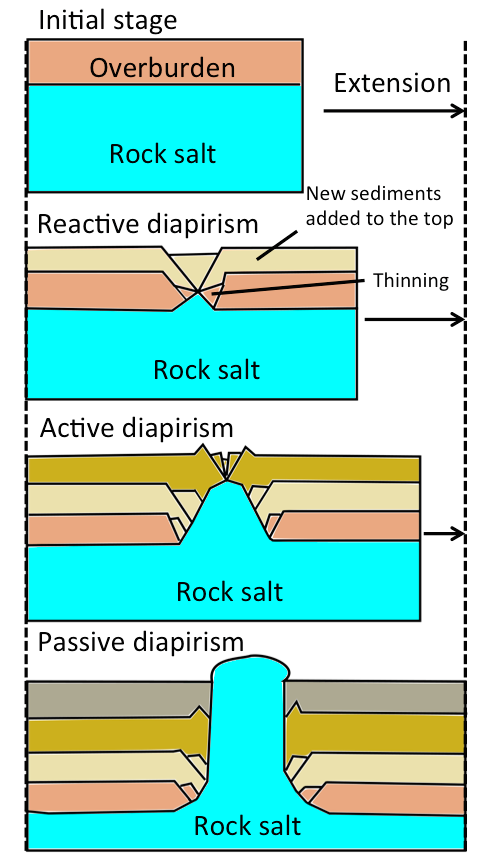
Процессы

Пассивные солевые структуры могут образовываться во время продолжающейся осадочной нагрузки из-за гравитационной нестабильности.
Активные солевые структуры (Активная тектоника) возникают при процессах растяжения. Если давление внутри соляного тела становится достаточно высоким, оно может протолкнуть свою покрывающую толщу, это известно как форсированный диапиризм.
Реактивные солевые структуры возникают, когда соль в пластах может перемещаться в области относительно низкого давления вокруг развивающихся складок и разломов.
При соляной тектонике возникают:
- Солевой разлом
- Солевой шов
- Соляной купол
- Соляной ледник

## Экономическое значение
Значительная часть мировых запасов углеводородов находится в структурах, связанных с соляной тектоникой, в том числе на Ближнем Востоке, в пассивных окраинах Южной Атлантики (Бразилия, Габон и Ангола) и в Мексиканском заливе.